# NIC-54
La NIC-54  es una importante carretera nacional clasificada como colectora principal en Nicaragua. Esta vía comienza en el Sur en Santa Antonio, Departamento de Nueva Segovia y culmina en el Norte en la NIC-12 en Chichigalpa, departamento de Chinandega.

## Extensión
Con una extensión de 4,59 millas (7,4 km), la NIC-54 juega un rol clave en la conectividad y transporte de la región.